# Panathenäische Preisamphoren
Panathenäische Preisamphoren, auch Panathenäische Amphoren, sind eine besondere Form attischer Amphoren. Sie wurden, gefüllt mit Olivenöl aus den Gärten der Akademie, als Preise der gymnischen (sportlichen) und hippischen (pferdesportlichen) Wettkämpfe bei den großen Panathenäen vergeben.

## Geschichte

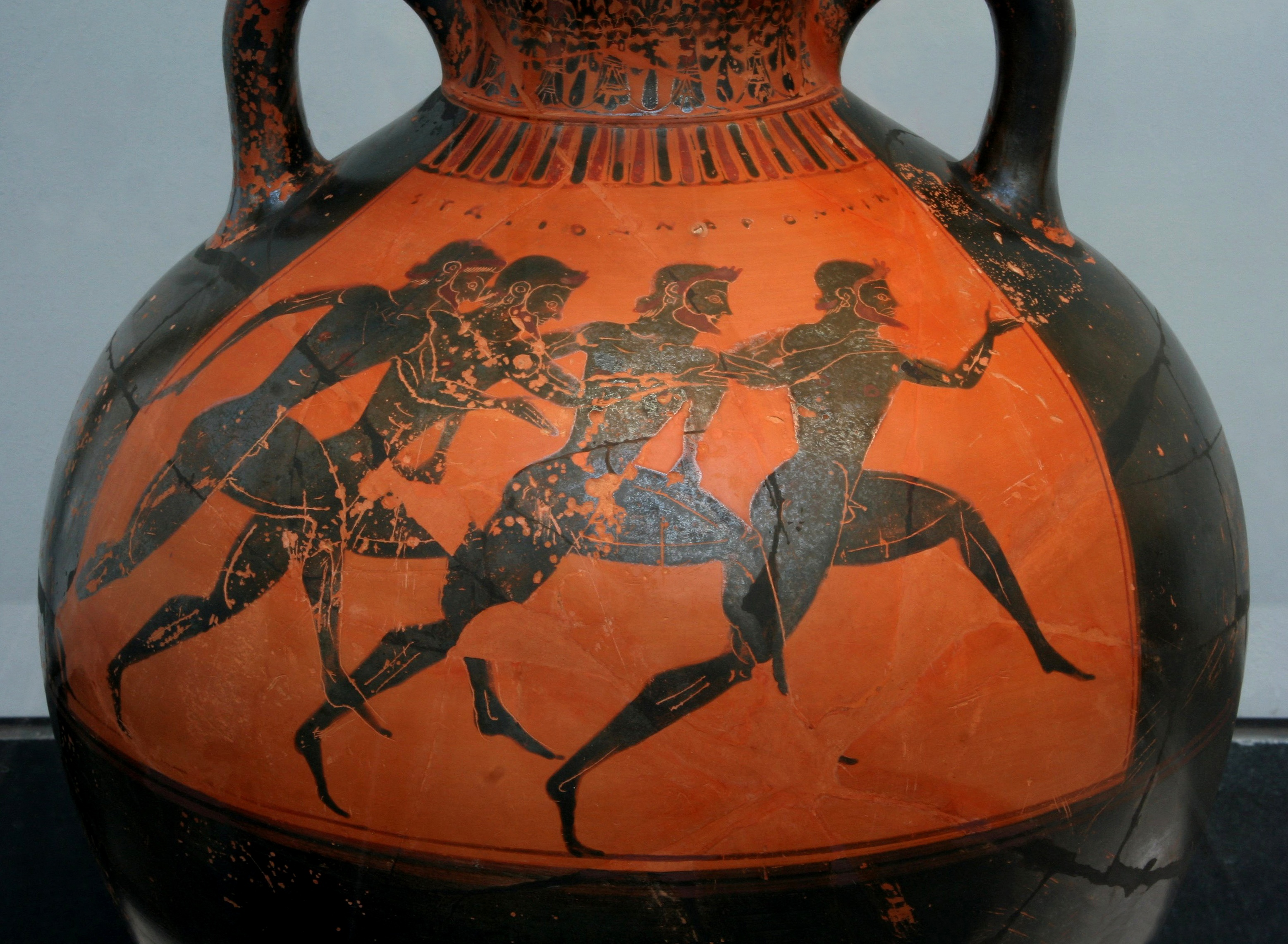
Läufer bei einem Wettkampf auf einer Panathenäischen Preisamphore, 530 v. Chr., München, Staatliche Antikensammlungen 1451

Wahrscheinlich wurden Panathenäische Preisamphoren zum ersten Mal bei den großen Panathenäen des Jahres 566/65 v. Chr. vergeben. Man setzt dieses Datum an, weil zu dieser Zeit die Spiele grundlegend umgestaltet wurden. Ihre Vorläufer waren möglicherweise die Pferdekopf-Amphoren. Die Amphoren wurden als Siegespreise bis ins 2. Jahrhundert v. Chr. vergeben. Das Fassungsvermögen der Gefäße war genormt. Es liegt etwa drei Liter unter dem angenommenen Metretes von 39,4 Liter. Nach Kriegen wurden zeitweise auch Amphoren mit einem halben oder gar nur einem Drittel des üblichen Fassungsvermögens hergestellt. Die Höhe betrug zwischen 60 und 70 cm. Für unterschiedliche Disziplinen wurde eine unterschiedliche Anzahl von Preisamphoren vergeben. So bekam der Sieger des Wagenrennens 140 Amphoren, der unterlegene Finalist im Schildstechen noch eine Amphore.
Die Form der Amphoren kombiniert die Bauchigkeit von Transportamphoren (sehr bauchig, kurzer, enger Hals, nach unten spitz zulaufend) mit der zur Mitte des 6. Jahrhunderts gebräuchlichen Form der Halsamphora (Echinusfuß und -mündung). Pro Fest wurden etwa 1500 Amphoren gefertigt und vergeben. Den Auftrag zur Herstellung bekam wahrscheinlich eine einzelne Keramikwerkstatt im Zuge eines Wettbewerbes. Für die Werkstatt war ein solcher Auftrag sowohl lukrativ als auch prestigeträchtig. Heute sind noch etwa 1000 Amphoren oder Amphorenfragmente überliefert, was etwa einem Prozent der tatsächlich hergestellten Vasen entspricht. Die Burgon-Vase aus den 560er Jahren v. Chr. gilt als stilistisch früheste bekannte Vertreterin dieser Gruppe.

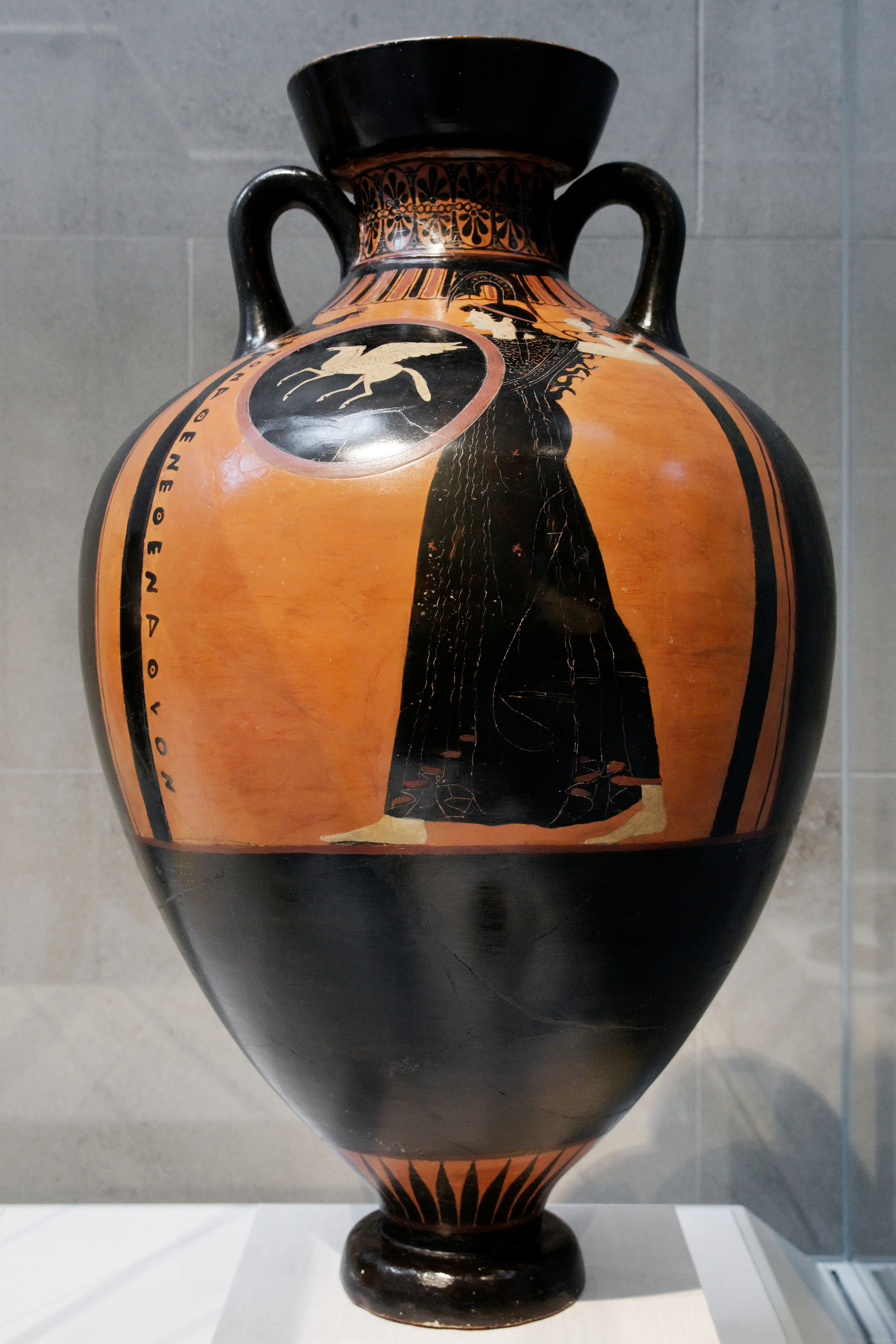
Vorderansicht einer Panathenäischen Preisamphora, Athena in Rüstung, um 490 v. Chr., New York, Metropolitan Museum of Art L 2002.41.2: Athena

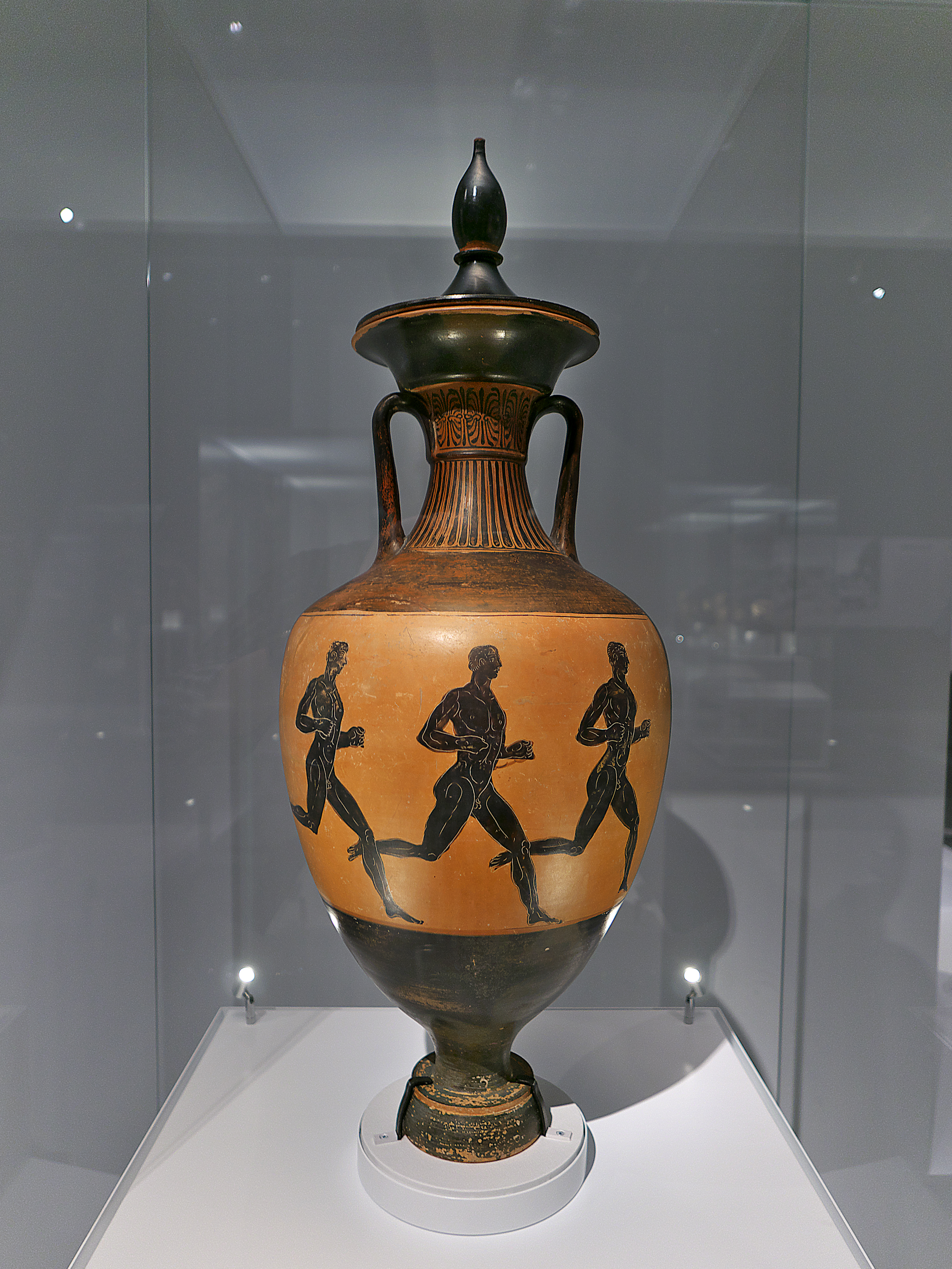
In Bengasi gefundene, durch eine den Archon Nikokrates nennende Beischrift (Nikomachos-Serie) in das Jahr 333/332 v. Chr. datierte, Preisamphora mit der Darstellung eines Wettlaufes, British Museum (B609)

Das Besondere an den Preisamphoren ist die Beibehaltung des Schwarzfigurigen Malstils selbst in einer Zeit, als dieser seit etwa 500 v. Chr. vom Rotfigurigen Stil abgelöst wurde. Auf der Vorderseite der Amphore wurde für lange Zeit immer dasselbe Bild gezeigt: Athena im Promachostypus, wie sie nach links schreitet. Seit 540/30 v. Chr. wurde dieses Bild durch zwei dorische Säulen mit oben aufsitzenden Hähnen ergänzt, die die Göttin flankieren. Die Hähne sollten wohl den Kampfgeist symbolisieren. Senkrecht an der linken Säule entlang stand die obligatorische Preisinschrift („τὸν Ἀθένεθεν ἄθλον“, später „τῶν Ἀθήνηθεν ἄθλων“ – „[einer] der Preise aus Athen“). Seit etwa 510 v. Chr. kennzeichnet die Keramikwerkstatt das Schildzeichen der Athena. Sowohl die Form der Amphora wie auch das Motiv der Vorderseite wurde demonstrativ für lange Zeit weitestgehend unverändert beibehalten. Erst im 4. Jahrhundert v. Chr. kam es zu ersten größeren Veränderungen. Die Hähne wurden nun durch jährlich wechselnde Symbole ersetzt und die Schildzeichen der Keramikwerkstätten verloren ihre Bedeutung. Auch bekommen die Amphoren schlankere, gestrecktere Formen. Zwischen 392/91 und 312/11 wurde der Name des für die Herstellung der Amphoren und ihrer Befüllung zuständige Archon inschriftlich erwähnt. Deshalb sind Vasen aus dieser Epoche exakt datierbar. Für spätere Zeiten sind seltener andere Personen inschriftlich erwähnt, wie etwa der Schatzmeister (Tamias) oder der Kampfrichter (Agonothes). Seit 363/62 schreitet Athena nicht mehr nach links, sondern nach rechts. In der weiteren Zeit „wird [die Gestaltung] archaistisch, gegen Ende der Serie mit hybriden Entartungen“.
Auf der Rückseite der Amphore wurden die Wettkämpfe dargestellt, in der der Preis errungen wurde. Der Stil dieser Zeichnungen ist anders als der der Vorderseite den jeweiligen modischen Strömungen angepasst. Seit der Mitte des 5. Jahrhunderts v. Chr. werden neben den Wettkämpfen auch Siegerehrungen abgebildet, seit der Mitte des 4. Jahrhunderts v. Chr. kommen dazu noch Personifikationen wie Niken.

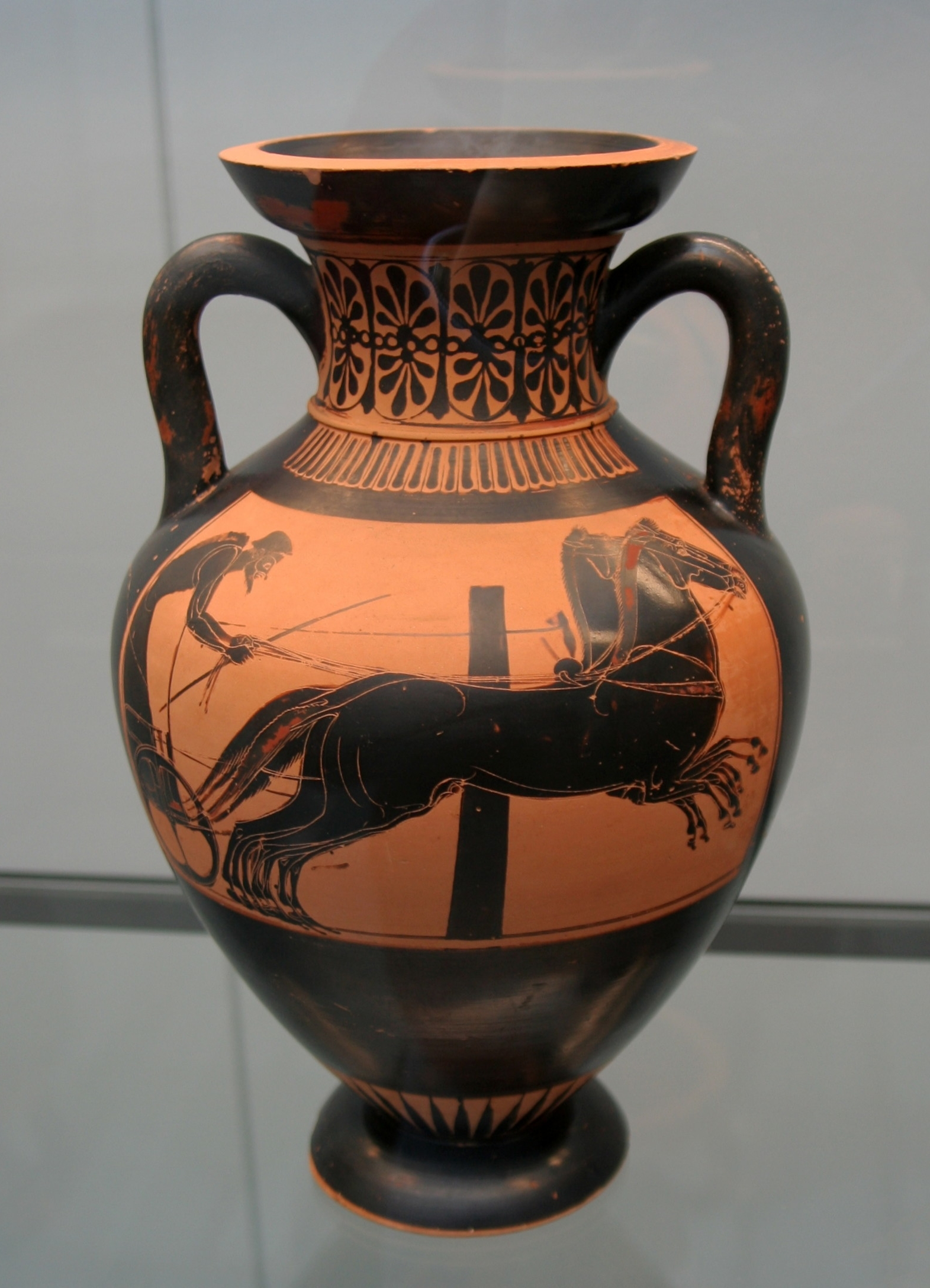
Zieleinlauf beim Wagenrennen. Pseudo-Panathenäische Preisamphore, ca. 500 v. Chr., München, Staatliche Antikensammlungen 1452

Preisamphoren fanden sich inner- als auch außerhalb der griechischen Welt, was für die Möglichkeit des Weiterverkaufes spricht. Vielfach wurden Amphoren in Heiligtümern als Opfergaben geweiht. In Tarent fand man je eine Vase an den vier Ecken eines Sarkophags, ein anderes bekanntes Exemplar im Tempel der Athena Chalkioikos in Sparta. Für 415 v. Chr. ist bekannt, dass über 100 Preisamphoren aus dem Besitz des Alkibiades und anderer Hermenfrevler für eine halbe Drachme das Stück verkauft wurden.
Mehrere bedeutende Vasenmaler Athens sind als Maler von Panathenäischen Preisamphoren bekannt, darunter Exekias, der Schaukel-Maler, Maler der Leagros-, Kuban- und Hobble-Gruppe, Eucharides-Maler und Kleophrades-Maler. Ungewiss in der Zuweisung sind Amphoren des Berliner Malers und des Achilleus-Malers. Der Töpfer Sikelos war der erste, der seinen Namen auf einer Amphore hinterlassen hat. Einmal ist eine Lieblingsinschrift belegt, nach der der Euphiletos-Maler seinen Notnamen bekam.

## Einzelne Preisamphoren
- Panathenäische Preisamphore (Berlin F 1832)
- Panathenäische Preisamphore (London B 130) (sogenannte Burgon-Amphora)
- Panathenäische Preisamphore (London B 144)
- Panathenäische Preisamphore (Sparta)